# Ганско-японские отношения
Ганско-японские отношения — двусторонние дипломатические отношения между Ганой и Японией. Были впервые установлены в 1957 году после провозглашения независимости Ганы. В основном их отношения можно характеризовать как дружественные.

## Общая характеристика стран
|                                     | Гана                     | Япония                   |
| ----------------------------------- | ------------------------ | ------------------------ |
| Площадь                             | 238 533 км²              | 372 800 км²              |
| Население                           | 33 846 114 человек       | 124 340 000 человек      |
| Плотность населения                 | 141,3 чел./км²           | 333,5 чел./км²           |
| Столица                             | Аккра                    | Токио                    |
| Форма правления                     | Президентская республика | Конституционная монархия |
| Официальный язык                    | Английский               | Японский                 |
| Валюта                              | Седи                     | Японская иена            |
| ВВП (номинальный)                   | 72,2 млрд долл.          | 4,2 трлн долл.           |
| ВВП (номинальный) на душу населения | 2 252 долл.              | 33 854 долл.             |
| Индекс человеческого развития       | 0,632                    | 0,925                    |
| Индекс демократии                   | 6,43                     | 8,33                     |

## История
Первый контакт между Японией и Ганой состоялся в 1927 году, когда Золотой Берег посетил японский микробиолог Хидэё Ногути с целью изучить жёлтую лихорадку. Менее через год, Ногути умер от жёлтой лихорадки. Тем не менее, это обеспечило Ногути посмертную известность не только в родной Японии (где он изображён на купюре в 1000 иен), но и в Гане, где президент Джон Куфуор поддержал создание Африканской премии Хидэё Ногути, которая присуждается исследователям, которые внесли большой вклад в изучение инфекционных заболеваний в Африке.
Япония установила дипломатические отношения с Ганой в марте 1957 году одновременно с утверждением независимости страны. В марте 1959 года было открыто посольство Японии в Аккре, Гана открыла своё посольство в Токио 20 мая 1960 года. В сентябре 1962 года было подписано соглашение об экономическом и техническом сотрудничестве, а в 1977 году было подписано соглашение об отправке японских добровольцев в Гану.

## Экономические отношения

### Торговля

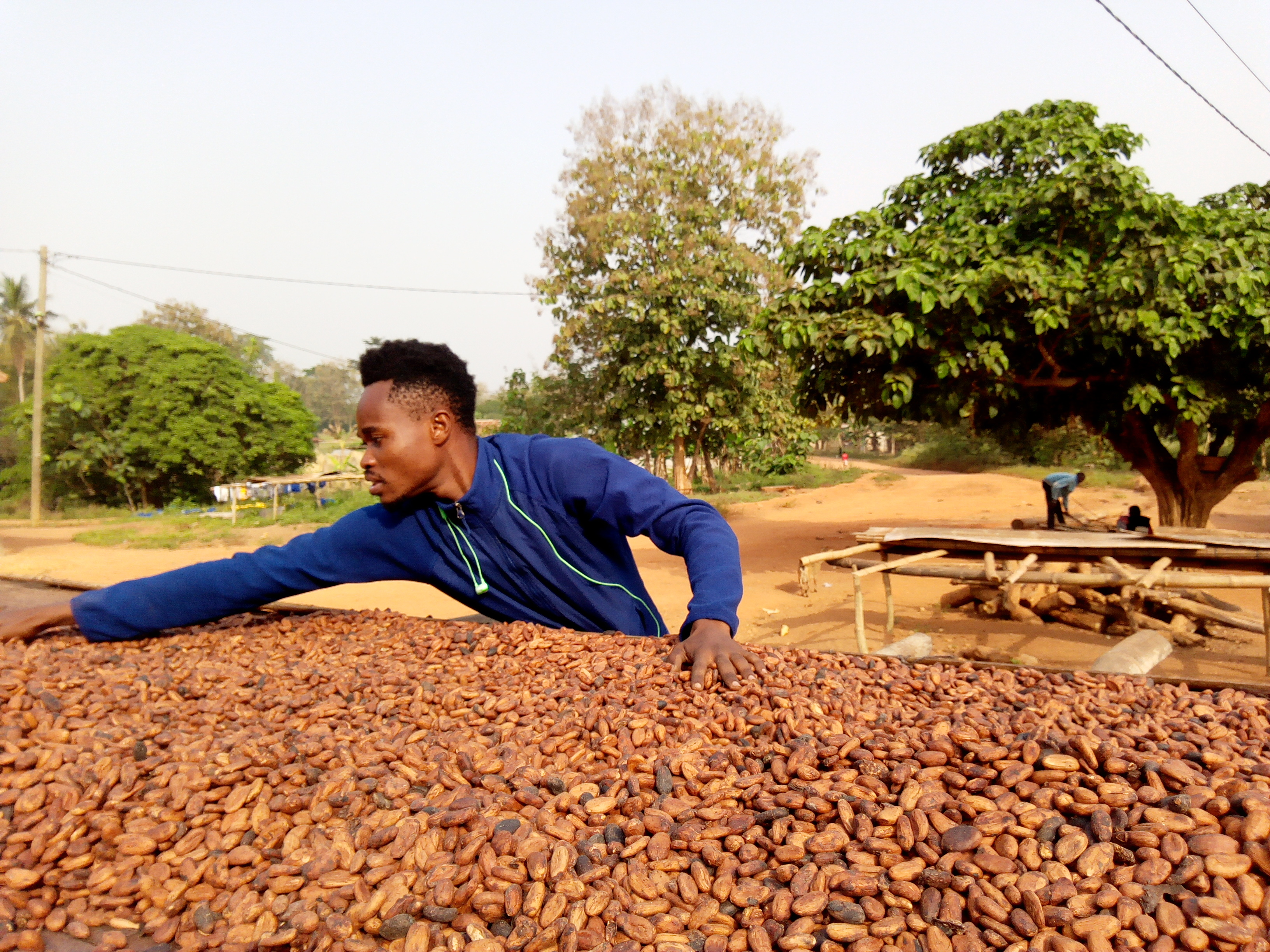
Ферма по производству какао-бобов в Гане.

За 2022 год объем торговли между государствами составил около 33,45 миллиардов иен.
Основными продуктами экспорта Ганы в Японию являются какао-бобы, цветные металлы (алюминий и его сплавы) и металлические руды и др. Гана является первым поставщиком данного продукта в Японию, после неё по объему следует Эквадор и Венесуэла. Около 80 % всех какао-бобов, привезенных в Японию составляют бобы из Ганы.
В свою очередь, главными товарами, которые Япония поставляют в Гану являются автомобили, изделия из резины и строительная/горнодобывающая техника.

### Финансовая помощь
Япония входит в тройку стран вместе с США и Германией по предоставлению экономической помощи Гане с 70,13 миллионов долларов чистых расходов. Реализуются японские программы займов (136 млрд иен), вспомогательные гранты (119 млрд иен) и проекты по технологическому сотрудничеству (63 млрд иен). Япония финансирует программы по борьбе с эпидемией ВИЧ, холеры, увеличению доступности и качества образования, спонсируются инфраструктурные, проекты в сфере энергетики и другие.

### Инвестиции
В общей сложности, около 51 японских компаний имеют производства в Гане. Toyota открыла завод для сборки пикапа Hilux в Теме, а Sumitomo Corporation построила в Гане тепловую электростанцию с мощностью в около 340 мегаватт.
С 2013 года начались проводиться заседания по ганско-японскому инвестиционному соглашению. Всего были проведены 3 встречи.

## Культурный обмен

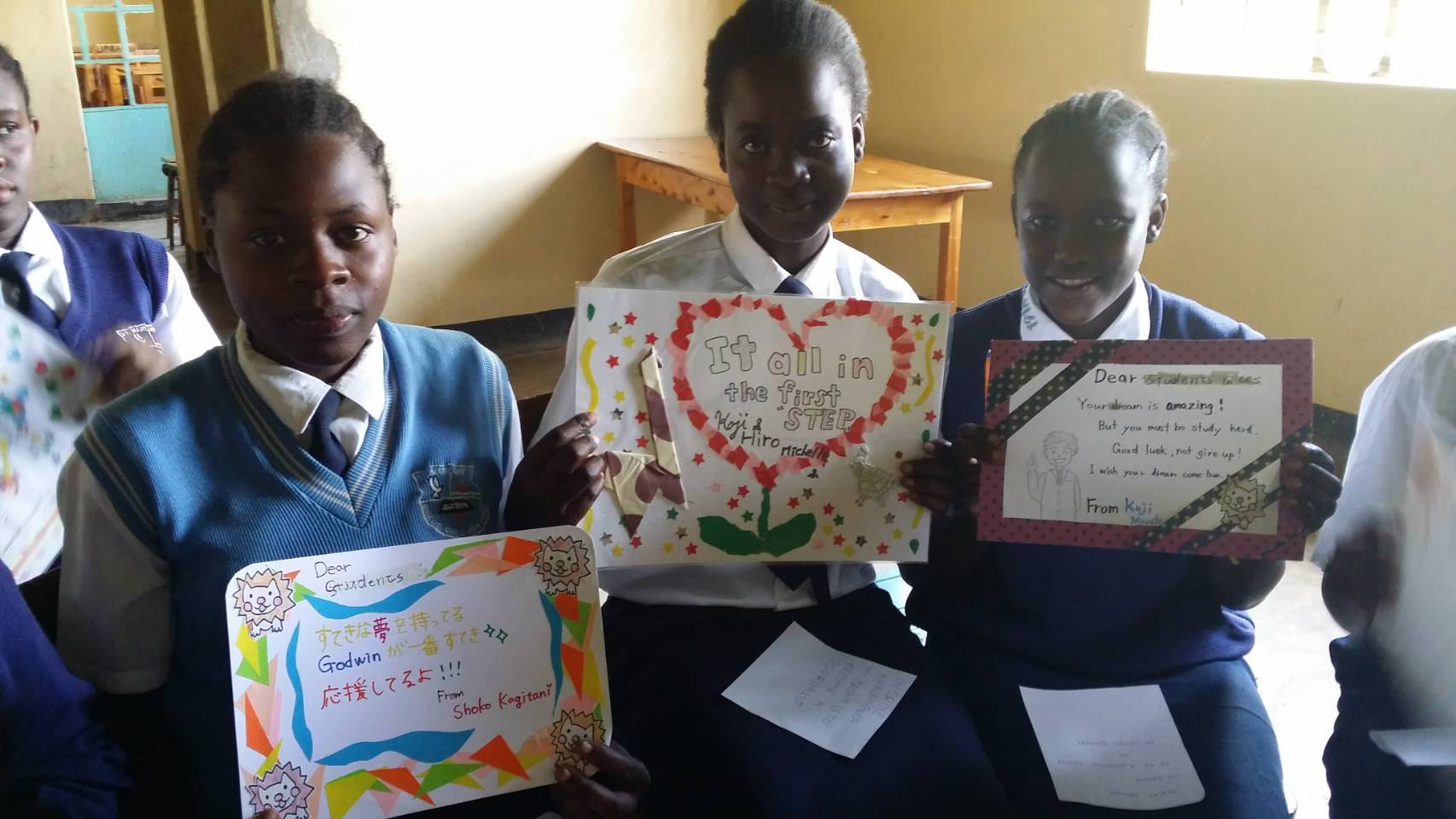
Ганские школьники получили письма из Японии.

В Гане при поддержки посольства Японии проводятся соревнования по дзюдо, карате, проводятся фестивали японского кино. Существует ежегодная ганская версия японского фестиваля Ёсакой, который проводится на африканской земле уже на протяжении более 15 лет. Этот фестиваль исторически проводится каждый год в префектуре Коти, однако в 2002 году, на должность посла Японии в Гане назначили Кадзуко Асаи, выходца из Коти. С того года, этот локальный и традиционный фестиваль стал набирать популярность в Гане.
Во время Летних Олимпийских игр 2020 в Токио, спортсменов из Ганы принимал Инавасиро. Выбор объяснён тем, что Инавасиро — это город, в котором родился Хидэё Ногути. К тому же, раз в 3 года этот город будут посещать 20 старшеклассников из Ганы с целью улучшить межкультурные связи между двумя странами.